# Дирявка, Сергей Георгиевич
Серге́й Гео́ргиевич Диря́вка (укр. Сергій Георгійович Дірявка; род. 18 апреля 1971, Днепропетровск) — советский и украинский футболист (защитник), тренер. Игрок сборной Украины.

## Карьера
Начальные шаги в футболе сделал в футбольном клубе «Днепр-75». Первый тренер — Алексей Садовников.

### Клубная карьера
В высшей лиге чемпионата СССР провёл 7 матчей.
В Высшей лиге Украины провёл 276 матчей, забил 4 мяча.
В еврокубках провёл 3 матча.

#### Достижения
- Серебряный призёр чемпионата Украины (3): 1992/93
- Бронзовый призёр чемпионата Украины (2): 1992, 1994/95
- Финалист Кубка Украины: 1994/95

### Карьера в сборной
За сборную Украины сыграл 9 игр. Трижды выводил на поле команду с капитанской повязкой.
Дебютировал 28 октября 1992 года в товарищеском матче со сборной Беларуси (1:1). Был заменён на 29-й минуте Юрием Саком.
Свой последний матч за сборную Украины провёл 26 апреля 1995 года против сборной Эстонии (1:0). Это был матч 4-й группы отборочного турнира X чемпионата Европы (1996).
| Матчи в составе сборной Украины по футболу | Матчи в составе сборной Украины по футболу | Матчи в составе сборной Украины по футболу | Матчи в составе сборной Украины по футболу | Матчи в составе сборной Украины по футболу | Матчи в составе сборной Украины по футболу | Матчи в составе сборной Украины по футболу | Матчи в составе сборной Украины по футболу | Матчи в составе сборной Украины по футболу | Матчи в составе сборной Украины по футболу | Матчи в составе сборной Украины по футболу | Матчи в составе сборной Украины по футболу | Матчи в составе сборной Украины по футболу |
| N                                          | №                                          | Дата                                       | Место                                      | Турнир                                     | Соперник                                   | Счёт                                       | Голы                                       | Минуты                                     | Замены                                     | Наказания                                  | Клуб                                       | Примечание                                 |
| ------------------------------------------ | ------------------------------------------ | ------------------------------------------ | ------------------------------------------ | ------------------------------------------ | ------------------------------------------ | ------------------------------------------ | ------------------------------------------ | ------------------------------------------ | ------------------------------------------ | ------------------------------------------ | ------------------------------------------ | ------------------------------------------ |
| 1                                          | 4                                          | 28.10.1992                                 | Беларусь, Минск, «Динамо»                  | Товарищеский матч                          | Беларусь                                   | 1 : 1                                      |                                            | 28                                         | 29'                                        |                                            | «Днепр» (Днепропетровск)                   |                                            |
| 2                                          | 5                                          | 27.04.1993                                 | Украина, Одесса, «Центральный стадион ЧМП» | Товарищеский матч                          | Израиль                                    | 1 : 1                                      |                                            | 90                                         |                                            |                                            | «Днепр» (Днепропетровск)                   | Капитан команды                            |
| 3                                          | 7                                          | 26.06.1993                                 | Хорватия, Загреб, «Максимир»               | Товарищеский матч                          | Хорватия                                   | 1 : 3                                      |                                            | 90                                         |                                            | 38'                                        | «Днепр» (Днепропетровск)                   |                                            |
| 4                                          | 11                                         | 15.03.1994                                 | Израиль, Хайфа, «Кирьят-Элиэзер»           | Товарищеский матч                          | Израиль                                    | 0 : 1                                      |                                            | 90                                         |                                            |                                            | «Днепр» (Днепропетровск)                   |                                            |
| 5                                          | 13                                         | 03.06.1994                                 | Болгария, София, «Васил Левски»            | Товарищеский матч                          | Болгария                                   | 1 : 1                                      |                                            | 90                                         |                                            |                                            | «Днепр» (Днепропетровск)                   |                                            |
| 6                                          | 16                                         | 11.09.1994                                 | Республика Корея, Каннын, «Каннын Стэдиум» | Товарищеский матч                          | Республика Корея                           | 0 : 1                                      |                                            | 90                                         |                                            |                                            | «Днепр» (Днепропетровск)                   | Капитан команды                            |
| 7                                          | 17                                         | 13.09.1994                                 | Республика Корея, Сеул, «Тондэмун Стэдиум» | Товарищеский матч                          | Республика Корея                           | 0 : 2                                      |                                            | 90                                         |                                            | 6'                                         | «Днепр» (Днепропетровск)                   | Капитан команды                            |
| 8                                          | 18                                         | 12.10.1994                                 | Украина, Киев, «Республиканский»           | Отборочный турнир чемпионата Европы 1996   | Словения                                   | 0 : 0                                      |                                            | 90                                         |                                            | 81'                                        | «Днепр» (Днепропетровск)                   |                                            |
| 9                                          | 22                                         | 26.04.1995                                 | Эстония, Таллинн, «Кадриорг»               | Отборочный турнир чемпионата Европы 1996   | Эстония                                    | 1 : 0                                      |                                            | 90                                         |                                            |                                            | «Днепр» (Днепропетровск)                   |                                            |
| Итого:                                     | Итого:                                     | Итого:                                     | 9 игр; +1 =4 −4; голы 5:10 (−5)            | 9 игр; +1 =4 −4; голы 5:10 (−5)            | 9 игр; +1 =4 −4; голы 5:10 (−5)            | 9 игр; +1 =4 −4; голы 5:10 (−5)            |                                            | 748 мин.                                   | 748 мин.                                   |                                            |                                            |                                            |